# Орфанотроф
Орфанотро́ф (др.-греч. ὀρφανοτρόφος «кормилец сирот») — должность в Византии, носитель которой являлся руководителем сиротского приюта.
Согласно Patria Konstantinupoleos, первое заведение подобного рода в царствование Констанция II (337—361) основал патриций и протовестиарий Зотик, впоследствии канонизированный за благочестие. Закон императора Льва I 469 года утверждает, что он первым носил звание орфанотрофа. В новеллах Юстиниана часто встречаются упоминания об орфанотрофах и сиротских приютах. Так, новелла 120 запрещает приютам обмениваться имуществом с другими благотворительными заведениями. При участии императора Юстина II и его супруги Софии в столице был построен новый приют при церкви Святого Павла и восстановлен прежний, основанный Зотиком. Среди построек, восстановленных Романом III Аргиром после разрушительного землетрясения в 1034 упоминаются и сиротские приюты. По свидетельству Анны Комнины, в правление её отца Алексея I Комнина (1081—1118) было организовано большое количество благотворительных заведений — приютов для бедных, слепых, старых дев и т. п. При этом императоре для приюта при соборе Святого Павла была построена школа. Процветание приюта продолжилось и при преемниках Алексея. После падения Константинополя в 1204 году, в период латинской оккупации (1204—1261) приют, вероятно, прекратил своё существование, так как крестоносцы не уделяли внимание византийским общественным учреждениям. При Михаиле VIII Палеологе на месте старого приюта была основана общественная школа и более при церкви Святого Павла сиротский приют в источниках не упоминается.
Имена большинства орфанотрофов до VI века неизвестны. Вероятно, с Юстина II их назначал император. В X веке эта должность входила в разряд секретарей вместе с логофетами и хартулариями. Судя по всему, в ведении столичных орфанотрофов не входили провинциальные приюты, а также другие благотворительные заведения. По клиторологию Филофея 899 года орфанотроф занимал 56-й ранг, 11-й в классе секретарей. По тактикону Успенского у орфанотрофа был 37-й ранг среди патрициев. При никейских императорах и Палеологах должность орфанотрофа существовала, но не имела никаких функций, а задачами управления приютами занимались как непосредственно императоры, так и низшие чиновники.
Фактически, это был только почётный светский титул, дававший право принадлежности к 60 высшим чиновникам. Иоанн Орфанотроф, могущественный министр при своём брате Михаиле IV Пафлагонском, только носил его, не исполняя соответствующие обязанности. Среди обязанностей по надзору за сиротами в Византии было до 20 лет или до вступления сироты в брак контролировать, чтобы имущество опекаемого не было передано, продано или как-то иначе отчуждено без специального разрешения. В случае обнаружения таких ситуаций орфанотроф обращался к эпарху города. Известна структура организации, подчинённой орфанотрофу.
Среди константинопольских патриархов двое до вступления на патриарший престол были орфанотрофами: Акакий (472—489) и Евфимий (490—496), исполнявший эти обязанности в Неаполе.